# Maestro (film, 2023)
A Maestro 2023-ban bemutatott amerikai életrajzi romantikus filmdráma, melynek rendezője és főszereplője Bradley Cooper. További fontosabb szerepekben Carey Mulligan, Matt Bomer, Vincenzo Amato és Greg Hildreth látható.
Az Amerikai Egyesült Államokban 2023. november 22-én a mutatták be mozikban. Magyarországon a Netflixen jelent meg 2023. december 20-án.

## Cselekmény
A közel 70 éves Leonard Bernstein az otthonában készült interjú során zongorán játszik egy részletet A csendes hely című operájából. Miután befejezte, rövid részleteket oszt meg arról, hogy milyen jelentős hatást gyakorolt rá felesége, Felicia és megemlíti, hogy látta a szellemét.
1943-ban Leonard – aki akkor 25 éves volt és a New York-i Filharmonikusok helyettes karmestere – rövid időn belül karmesterként debütál, amikor a vendégkarmester Bruno Walter megbetegszik. Kivételes teljesítményét a közönség kitörő örömmel fogadja, és ez a hírnévbe repíti. Annak ellenére, hogy David Oppenheim klarinétossal időszakos kapcsolatban él, egy partin beleszeret Felicia Montealegre, a feltörekvő színésznőbe, és ők ketten randizni kezdenek. Szakít Daviddel, akinek összetörik a szíve, de vonakodva elfogadja Leonard választását. Leonard és Felicia végül összeházasodnak, és három gyermekük születik: Jamie, Alexander és Nina. Házasságuk alatt végig látható, hogy támogatják egymást a karrierjükben.
Az 1950-es évek közepére Bernsteinék igen jómódú életet élnek a nyilvánosság előtt, Leonard több sikeres operát és Broadway-musicalt komponált, köztük a Candide-ot és a West Side Storyt. Felicia küzd a Leonard férfiakkal való viszonyaival kapcsolatban felmerült aggályok ellen, és ragaszkodik ahhoz, hogy feleségként ő irányítsa a férfit. Az évek múlásával azonban Leonard kalandjai – valamint alkohol- és kábítószer-fogyasztása – mélyen megviselik a házasságukat. Ezek a problémák csak súlyosbodnak, amikor Jamie suttogásokat hall apja hűtlenségéről. Leonard megpróbálja tagadni a pletykákat, mivel azokat "féltékenység" táplálja.
Egy hálaadáskor, miután Leonard későn tér haza a dakotai lakásukba egy részegségből, Feliciával robbanásszerű vitát folytatnak, ahol a nő ragaszkodik hozzá, hogy a férfi szívében gyűlölet lakozik, és "magányos vén királynőként fog meghalni", ha folytatja a jelenlegi útját. 1971-ben Leonard mise-összeállítása révén a pár a kapcsolatuk megromlása ellenére házas marad. 1973-ban Leonard Gustav Mahler Feltámadás-szimfóniáját vezényli egy legendás előadáson az angliai Ely katedrálisban. A fergeteges fogadtatás közepette Felicia kibékül Leonarddal, ragaszkodva ahhoz, hogy "nincs gyűlölet [az ő] szívében".
Feliciánál mellrákot diagnosztizálnak, amely áttétet képez a tüdőbe; a műtétek és az agresszív kemoterápiás kezelés ellenére állapota romlik, és 1978-ban Leonard karjaiban meghal. Leonard és a gyerekek a gyász miatt nem sokkal később elhagyják fényűző otthonukat. Leonard 1987-ben újra feltűnik, amikor a karmesterséget tanítja, és még mindig bulizik, valamint viszonya van jóval fiatalabb férfi tanítványaival. Az interjúra visszatérve Leonard bevallja, hogy rettenetesen hiányzik neki Felicia, mielőtt gondolatban visszapillant egy képre, amelyen a lány fiatalkorukban az udvarukra sétál.

## Szereplők
| Szerep                        | Színész         | Magyar hang         |
| ----------------------------- | --------------- | ------------------- |
| Felicia Montealegre Bernstein | Carey Mulligan  | Solecki Janka       |
| Leonard Bernstein             | Bradley Cooper  | Rajkai Zoltán       |
| David Oppenheim               | Matt Bomer      | Széles Tamás        |
| Shirley Bernstein             | Sarah Silverman | Ligeti Kovács Judit |
| Mendy Wager                   | Zachary Booth   | Karácsonyi Zoltán   |
| Cynthia O'Neal                | Miriam Shor     | Németh Kriszta      |
| Jamie Bernstein               | Maya Hawke      | Nagy Katica         |
| Harry Kraut                   | Scott Ellis     | Berzsenyi Zoltán    |
| Tommy Cothran                 | Gideon Glick    | Mesterházy Gyula    |
| John Gruen                    | Josh Hamilton   | Csankó Zoltán       |
| Alexander Bernstein           | Sam Nivola      | Baráth István       |

### Magyar változat
- Magyar szöveg: Simon Nóra
- Hangmérnök: Bederna László
- Vágó: Pilipár Éva
- Gyártásvezető: Vigvári Ágnes
- Szinkronrendező: Nikodém Gerda
- Produkciós vezető: Fekete Márk

A szinkront a Direct Dub Studios készítette el.

## A film készítése
2008-ban Fred Berner és Amy Durning producerek megkeresték a Bernstein családot, hogy tárgyaljanak Leonard Bernstein életéről és zenei jogairól. Miután Berner és Durning megkapták a jogokat, Josh Singert keresték meg a forgatókönyv kidolgozására és megírására, és Martin Scorsese-t kérték fel rendezőként. A projektet a Paramount Pictures kezdte el fejleszteni.
2017-ben Scorsese lemondott a rendezői posztról, hogy Az ír című filmen dolgozzon. Rövid ideig Steven Spielberg fontolgatta a film rendezését, és Bradley Coopert kereste meg a főszereplőnek. Amikor Spielberg úgy döntött, hogy nem rendezi meg a filmet, Cooper azt mondta, hogy "be akarja dobni a kalapját a ringbe", mint lehetséges rendező. 2018 májusában Cooper szilárdan elkötelezte magát rendezőként és Bernstein szerepében is. 2020 januárjában a projekt átkerült a Netflixhez.

### Forgatás
A forgatás eredetileg 2021. április 5-én kezdődött volna Los Angelesben; de ehelyett 2022 májusában kezdődött. A forgatás május 21. és 26. között Tanglewoodban és New Yorkban zajlott. A forgatás az angliai Ely katedrálisban is zajlott október 20. és 22. között.